# Иван Дмитриевич (князь Переяславля Южного)
Иван Дмитриевич — князь переяславский начала XIV века, упомянут на поз.64 Любецкого синодика без указания отчества сразу после Дмитрия новгородского на поз. 63. Историки считают Ивана братом, возможно, упомянутого в битве на Ирпени Олега переяславского. Появление северских князей в Киевском княжестве в начале XIV века связывают с вокняжением в Киеве представителей путивльской линии Ольговичей, в то время как Дмитрия северского историки выводят из старшей.
Возможно, был последним переяславским князем из Рюриковичей перед захватом Киевского княжества Ольгердом в 1362 году.
Жену Ивана звали Мария, происхождение неизвестно.